# يورما غالن كاليلا
يورما غالن كاليلا (Jorma Gallen-Kallela؛ رووفيزي، 22 نوفمبر 1898 - أوسيكيركو، 1 ديسمبر 1939) فنان فنلندي. سار على خطى والده الفنان الشهير أكسيلي غالن كاليلا.
بعد تدمير في جدارية والده بضريح يوسيليوس في مدينة بوري بعد وفاة والده في عام 1931 ، استخدم يورما ذات تصاميم والده لإعادة إنشاء ملامح العمل الفني.
قضى يورما غالن كاليلا جزءاً من حرب الشتاء برتبة مقدم. أثناء تفقده لطائرة أسقطت تابعة لسلاح الجو السوفياتي في اليوم الثاني من الحرب ، قـُتـِل بينما كان يحاول إنقاذ حياة النقيب أدولف إهرنروت .